# Andreas Wendt (Fußballspieler)
Andreas Wendt (* 22. Februar 1952 in Leipzig; † 28. März 2025 in Magdeburg) war ein deutscher Fußballtorhüter. Er spielte für die BSG Energie Cottbus in der DDR-Oberliga.

## Karriere
Wendt spielte in seiner Jugend von 1960 bis 1967 bei der BSG Motor Leipzig West und von 1967 bis 1971 im Alter von 19 Jahren bei der BSG Motor Lindenau. Anschließend ging er im Rahmen seiner Wehrdienstzeit zur ASG Vorwärts Leipzig, wo er bis 1974 blieb und mit der er auch um den Aufstieg in die Oberliga spielte. 
Danach wurde Wendt von der BSG Energie Cottbus verpflichtet, die in der zweitklassigen DDR-Liga spielte. In seiner ersten Saison 1974/75 absolvierte er 17 Partien und stand auch in allen acht Spielen der Aufstiegsrunde im Tor, womit er Cottbus den Aufstieg sicherte. In der Oberligasaison 1975/76 stand Wendt in 25 von 26 Ligaspielen im Tor der Cottbuser. Sein Debüt feierte er am 23. August 1975, als er am 1. Spieltag beim 1:1-Unentschieden gegen die BSG Sachsenring Zwickau das Tor hütete. Energie konnte den direkten Abstieg mit insgesamt 63 Gegentoren jedoch nicht verhindern. In den folgenden vier Spielzeiten bis 1980 war Wendt weiterhin Stammtorhüter. 1980/81 kam er nur noch zu zwei Einsätzen. In der folgenden Oberligasaison absolvierte er wiederum 24 von 26 Partien. Nach dem folgenden Abstieg kam er lediglich noch dreimal in der ersten Mannschaft zum Zug. 
Anschließend wechselte Wendt 1983 zur TSG Saspow, wo er im Jahr darauf seine Karriere beendete.
Andreas Wendt verstarb am 28. März 2025 im Alter von 73 Jahren in Magdeburg.